# Era astrològica
En astrologia, una era astrològica és un període que es creu que acompanya canvis essencials en el desenvolupament dels habitants de la Terra, especialment pel que fa a cultura, societat i política.
Hi ha dotze eres astrològiques que corresponen als dotze signes zodiacals. A l'acabament d'un cicle de dotze eres, aquest es repeteix. Les eres astrològiques succeeixen a causa d'un fenomen conegut com la precessió dels equinoccis. Un període complet d'aquesta precessió s'anomena un "gran any" o "any platònic", que dura uns 25.920 anys.
Hi ha dues gran tendències sobre com es creu que les eres astrològiques afecten al món. Alguns astròlegs creuen que els canvis a la Terra són provocats per les influències dels signes astrològics corresponents, associat amb l'era en la qual està, mentre que altres astròlegs no segueixen el model causatiu i no creuen que sigui una qüestió de sincronia.

Molts experts creuen que l'era d'Aquari ha arribat ja, o arribarà en un futur immediat. D'altra banda, alguns són de l'opinió que l'era d'aquari ja va arribar fa cinc segles, i d'altres que no començara fins d'aquí a sis segles.
Segons l'astròleg i autor uruguaià de disset llibres Boris Cristoff en la seva obra magna: "El destino de la Humanidad" (editorial Martínez Roca, col. "Fontana Fantástica", Barcelona), l'era astrológica dura 2.100 anys i la precessió dels equinoccis s'allargaria, per tant, 25.200 anys (12 per 2.100 anys). Aleshores tots els esdeveniments històrics encaixen perfectament tal com han comprovat els historiadors Joan Marimón Padrosa ("Historia del arte a través de la astrología"; edit. Anthropos de Barcelona, any 1985) i Carles Parellada Sanrama (mitjançant la monografía històrica: "La Ley Periódica de la Historia (L.P.H.): Análisis y demostración" publicada digitalment en les editorials Monografias.com (el 12 de maig de 2009) i Ilustrados.com (el 9 d'octubre de 2009)).